# Montenegrina laxa
Montenegrina laxa is een slakkensoort uit de familie van de Clausiliidae. De wetenschappelijke naam van de soort werd voor het eerst geldig gepubliceerd in 1860 door Kuster.

## Ondersoorten
- Montenegrina laxa dedovi H. Nordsieck, 2009
- Montenegrina laxa delii Fehér & Szekeres, 2016
- Montenegrina laxa disjuncta Fehér & Szekeres, 2006
- Montenegrina laxa errans Erőss & Szekeres, 2006
- Montenegrina laxa iba H. Nordsieck, 1972
- Montenegrina laxa kontschani Erőss & Szekeres, 2006
- Montenegrina laxa lakmosensis H. Nordsieck, 2009
- Montenegrina laxa laxa (Küster, 1860)
- Montenegrina laxa miraka H. Nordsieck, 1996